# Capo Spartivento (traghetto)
La Capo Spartivento era una nave traghetto della classe Capo. Derivata dalla conversione a traghetto passeggeri del ro-ro merci Apulia, costruito per il Lloyd Triestino nel 1981, rimase in servizio con questo nome per Tirrenia dal 1988 al 2001. Fu in seguito ceduta ad armatori coreani, prendendo il nome di Da Long e venendo demolita in Cina nel 2009.

## Caratteristiche
Originariamente la nave era un ro-ro merci con caratteristiche molto simili alle navi della classe Staffetta Mediterranea. Nel 1988 l'imbarcazione fu acquistata da Tirrenia insieme alle gemelle Adria e Torre del Greco e alla quasi gemella Julia: ad eccezione dell'ultima le navi furono trasformate in traghetti passeggeri per far fronte all'enorme aumento dei traffici passeggeri verso la Sardegna in atto in quegli anni.
I lavori di conversione, avvenuti a Trieste, comportarono l'allungamento delle sovrastrutture fino a poppa. La nave (come le gemelle Adria e Torre del Greco e la quasi gemella Julia) nasceva con soltanto un fumaiolo in posizione centrale; nei lavori di trasformazione il fumaiolo fu spostato a sinistra, mentre a dritta fu aggiunto un fumaiolo posticcio che aveva esclusive funzioni estetiche e di magazzino. Dopo la trasformazione la stazza lorda della nave passò a 17961 tonnellate; rinominata Capo Spartivento, poteva trasportare circa 1500 passeggeri e 340 automobili e disponeva di bar, ristorante, self-service, sala giochi, poltrone di seconda classe, 91 cabine di prima classe e 129 cabine di seconda classe, per un totale di 760 posti letto.

## Servizio
La Apulia fu varata il 18 luglio 1980 al cantiere di Genova Sestri, venendo consegnata il 26 gennaio 1981, a poco meno di un anno dall'impostazione, al Lloyd Triestino. Impiegata nei collegamenti tra Trieste e l'Africa Orientale od Occidentale, nel 1988 fu venduta alla Tirrenia, che ne decise la conversione a traghetto passeggeri.
Rientrata in servizio come Capo Spartivento nel 1989 sulla Genova - Porto Torres, negli anni seguenti fu impiegata su diverse rotte verso Sardegna e Sicilia, tra le quali la Civitavecchia - Olbia. Nell'ottobre 1998 la nave e le gemelle furono messe in vendita e poste in disarmo. La Capo Spartivento rimase ferma fino al settembre 2001, quando fu acquistata dalla sudcoreana Dae Ryong Maritime Co. Ltd; rinominato Da Long, il traghetto rimase in servizio in Corea del Sud fino al giugno 2009, quando fu venduto per la demolizione.

## Origine del nome
Dopo la trasformazione in traghetto passeggeri la nave prese il nome di Capo Spartivento, in riferimento all'omonimo promontorio situato nella Sardegna sud-occidentale.

## Navi gemelle
- Capo Carbonara
- Capo Sandalo
- Prima della trasformazione in traghetto passeggeri la nave era molto simile esteriormente sia alle tre unità della classe Staffetta Mediterranea che alla Julia (poi Campania, Guido e Carlo Morace), dalle quali si differenziava però per alcuni dettagli.